# Asterivora tillyardi
Asterivora tillyardi là một loài bướm đêm thuộc họ Choreutidae. Loài này có ở New Zealand.
Sải cánh dài khoảng 17.5 mm. 